# Strada statale 197 di San Gavino e del Flumini
La strada statale 197 di San Gavino e del Flumini (SS 197) è una strada statale italiana che collega il Medio Campidano con il Sarcidano, passando per Sanluri.

## Percorso
Inizia a Guspini, dalla strada statale 126 Sud Occidentale Sarda, ed esce in direzione est dall'abitato raggiungendo, con un tratto quasi completamente rettilineo, San Gavino Monreale che viene evitata in variante. Proseguendo sempre verso est, raggiunge la strada statale 131 Carlo Felice nei pressi di Sanluri e, percorrendone a ritroso un breve tratto, se ne ridistacca all'altezza dello svincolo con la strada statale 293 di Giba.
A questo punto la strada procede verso nord, risalendo per diversi chilometri il percorso del Flumini Mannu, raggiungendo il bivio con la strada statale 547 di Guasila per Furtei, attraversando Villamar e Las Plassas.
Da qui la strada si distacca dal corso d'acqua, procedendo leggermente più a nord, toccando Barumini, Gesturi, Nuragus e terminando a Nurallao dove si innesta sulla strada statale 128 Centrale Sarda.